# Justus Gesenius

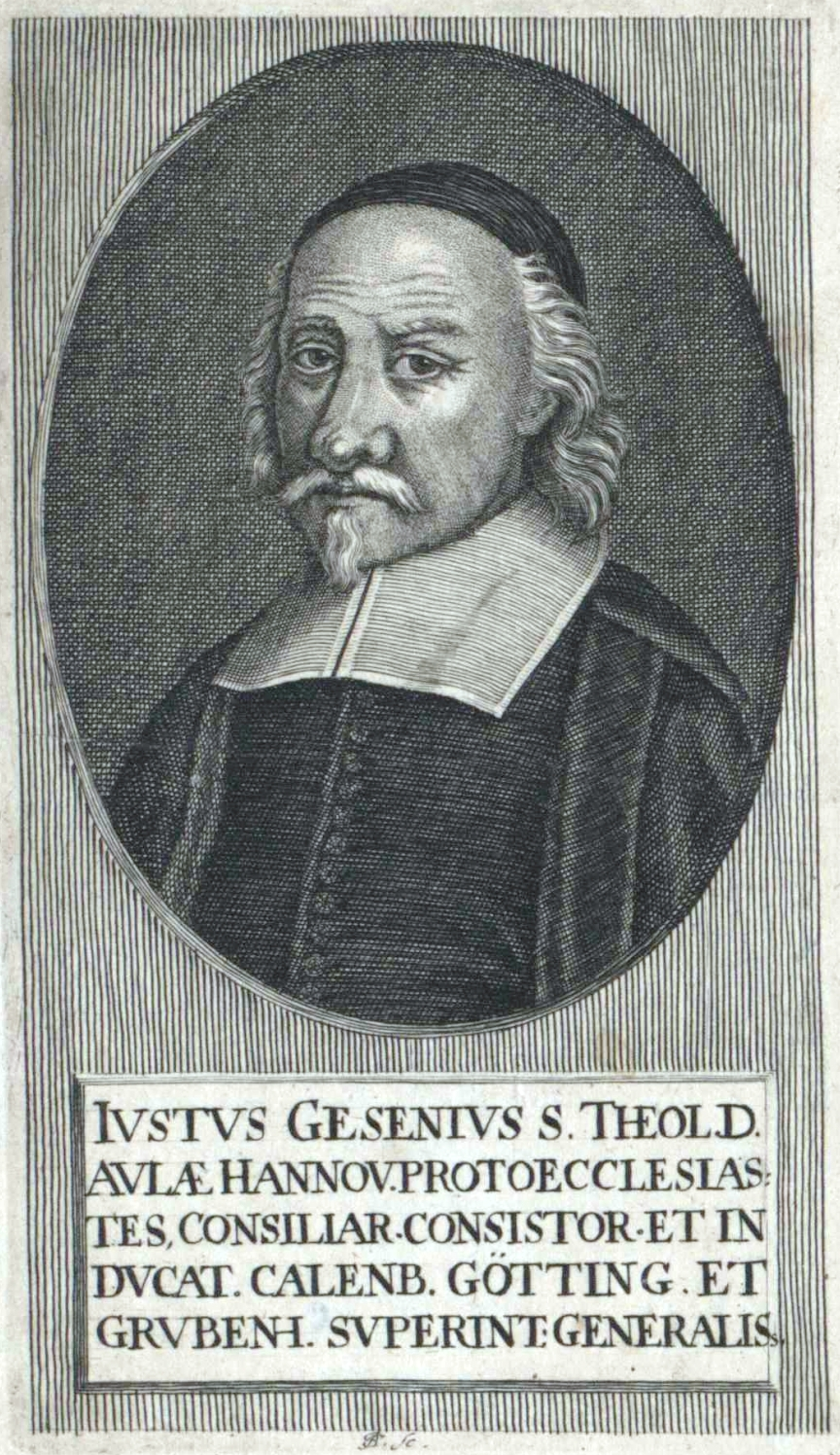
Justus Gesenius

Justus Gesenius (* 6. Juli 1601 in Esbeck bei Elze; † 18. September 1673 in Hannover) war ein deutscher Theologe und Kirchenliederdichter.

## Leben
Justus Gesenius wurde am 6. Juli 1601 in Esbeck als Sohn des dortigen Pfarrers Joachim Gesenius geboren. Er studierte seit 1618 bei Georg Calixt in Helmstedt Theologie und erhielt 1628 in Jena den Magister. Gesenius war von 1629 bis 1636 Pfarrer an St. Magni in Braunschweig. Nach der Eroberung des Hochstifts Hildesheim durch Georg von Calenberg wurde er 1636 zweiter Hofprediger am Hildesheimer Dom, 1642 in Hannover Konsistorialrat, erster Hofprediger der Schlosskirche Hannover und Generalsuperintendent der Generaldiözese Calenberg und 1666 auch der Generaldiözese Grubenhagen.
1646 führte Gesenius eine Generalvisitation durch und führte dabei die allgemeine Schulpflicht ein. Im gleichen Jahr gab er zusammen mit David Denicke das Neu ordentlich Gesang-Buch für die private Andacht heraus, in dem erstmals ältere Lieder sprachlich umgestaltet wurden und aus dem 1659 das Hannoversche Gesangbuch für den Gottesdienst hervorging.

## Ehrungen

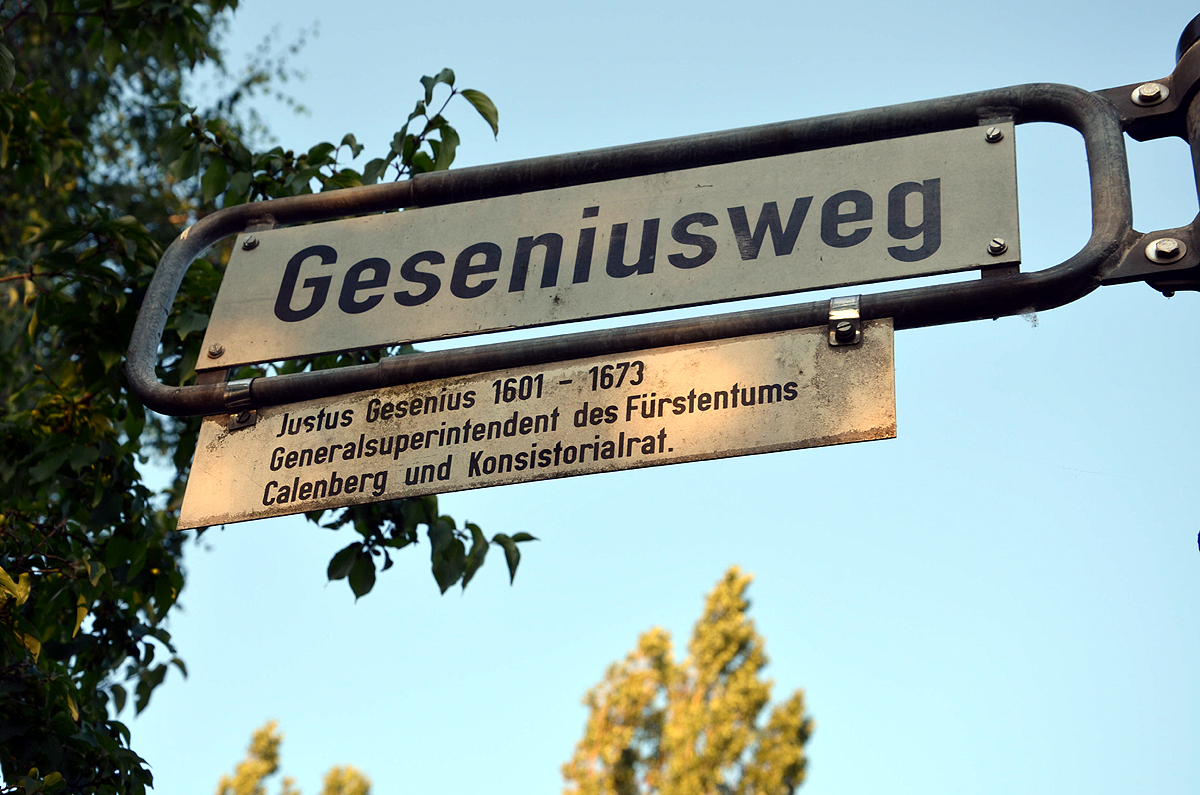
Legende am Straßenschild des Geseniuswegs in Hannover

Nach Justus Gesenius wurde der Geseniusweg in Hannover-Kleefeld benannt und die Geseniusstraße in Esbeck.

## Werke
- 1631: Kleine Katechismusschule, das ist kurzer Unterricht, wie die Katechismuslehre bei der Jugend und den Einfältigen zu treiben
- 1639: Kleine (später: kurze) Katechismusfragen über den Kleinen Katechismus Luthers
- 1653/54: Evangelische Predigten, 3 Teile
- 1656: Biblische Historien AT und NT
- 1669–1672: Erörterung der Frage: Warum willst du nicht röm.-kath. werden, wie deine Vorfahren waren?, 4 Teile
- 1671: Passionspredigten
- 1671/72: Epistelpredigten, 4 Teile

### Lieder
- 1646: Nun singet und seid froh
- 1646: Wenn meine Sünd' mich kränken (EKG 61, EG 82, EGB 119)
- 1657: O Tod, wo ist dein Stachel nun ? (EGB 113)
- O meine Seel', erhebe dich
- O heiligste Dreifaltigkeit
- Vor deinen Thron tret ich hiermit